# Раднево (община)
Раднево (болг. Община Раднево) — община в Болгарии. Входит в состав Старозагорской области. Население составляет 23 012 человека (на 21.07.05 г.).

## Состав общины
В состав общины входят следующие населённые пункты:
1. Бели-Бряг
2. Боздуганово
3. Болгарене
4. Гледачево
5. Даскал-Атанасово
6. Диня
7. Землен
8. Знаменосец
9. Ковач
10. Ковачево
11. Коларово
12. Константиновец
13. Любеново
14. Маца
15. Полски-Градец
16. Раднево
17. Рисиманово
18. Свободен
19. Сырнево
20. Тихомирово
21. Тополяне
22. Трояново
23. Трынково